# 安贞桥站
安贞桥站是北京地铁12号线上一座车站，位于北京市朝阳区安贞街道与东城区和平里街道交界北三环东路、安定门外大街、安定路交叉口安贞桥下。本站于2024年12月15日随12号线一期开通运营。

## 车站结构
本站为暗挖双层分离岛式车站，左、右线分别位于北三环安贞桥南、北两侧辅路下方，从而避开北三环主路。本站站厅仅在两端的非付费区相通。

### 车站楼层

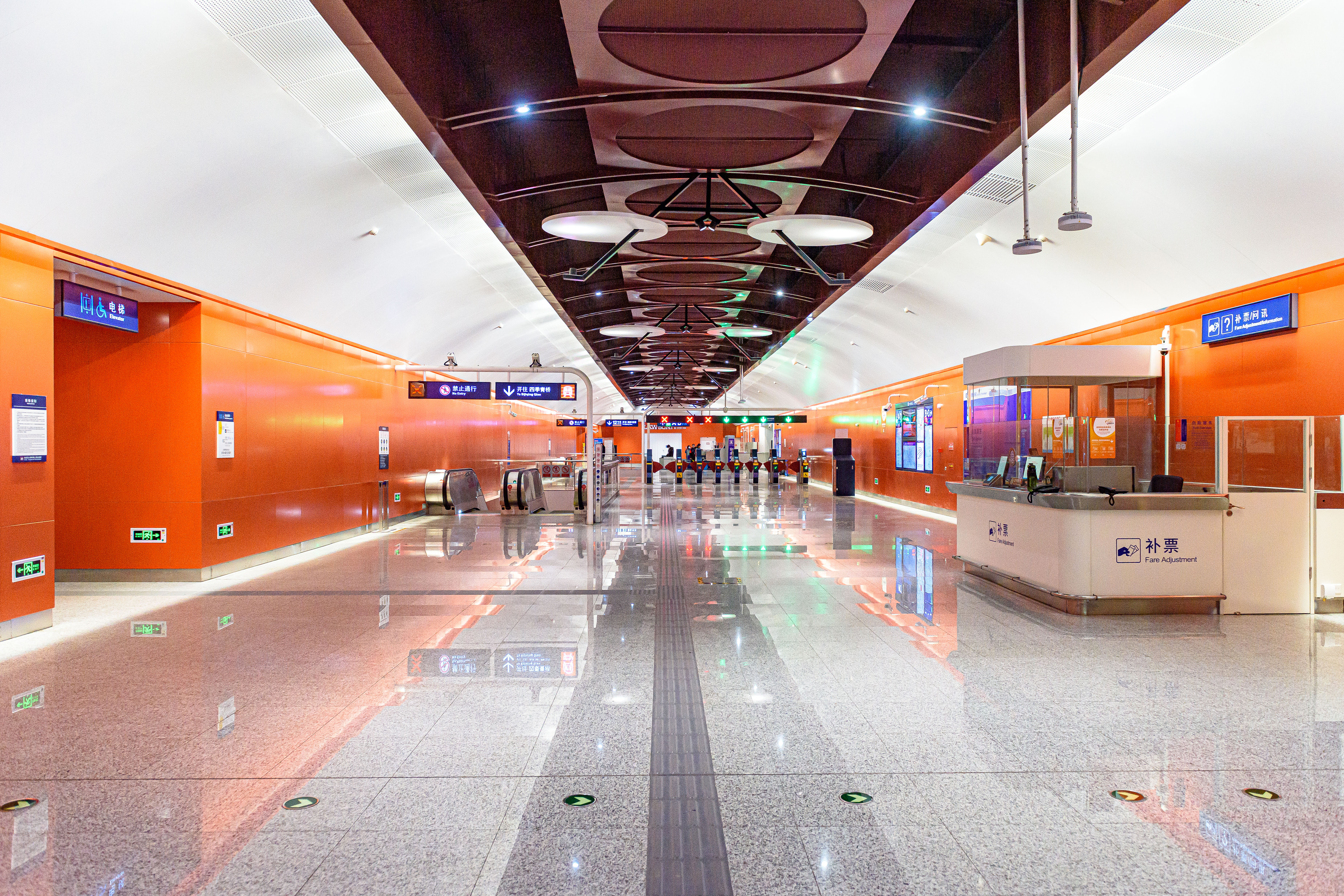
北站厅
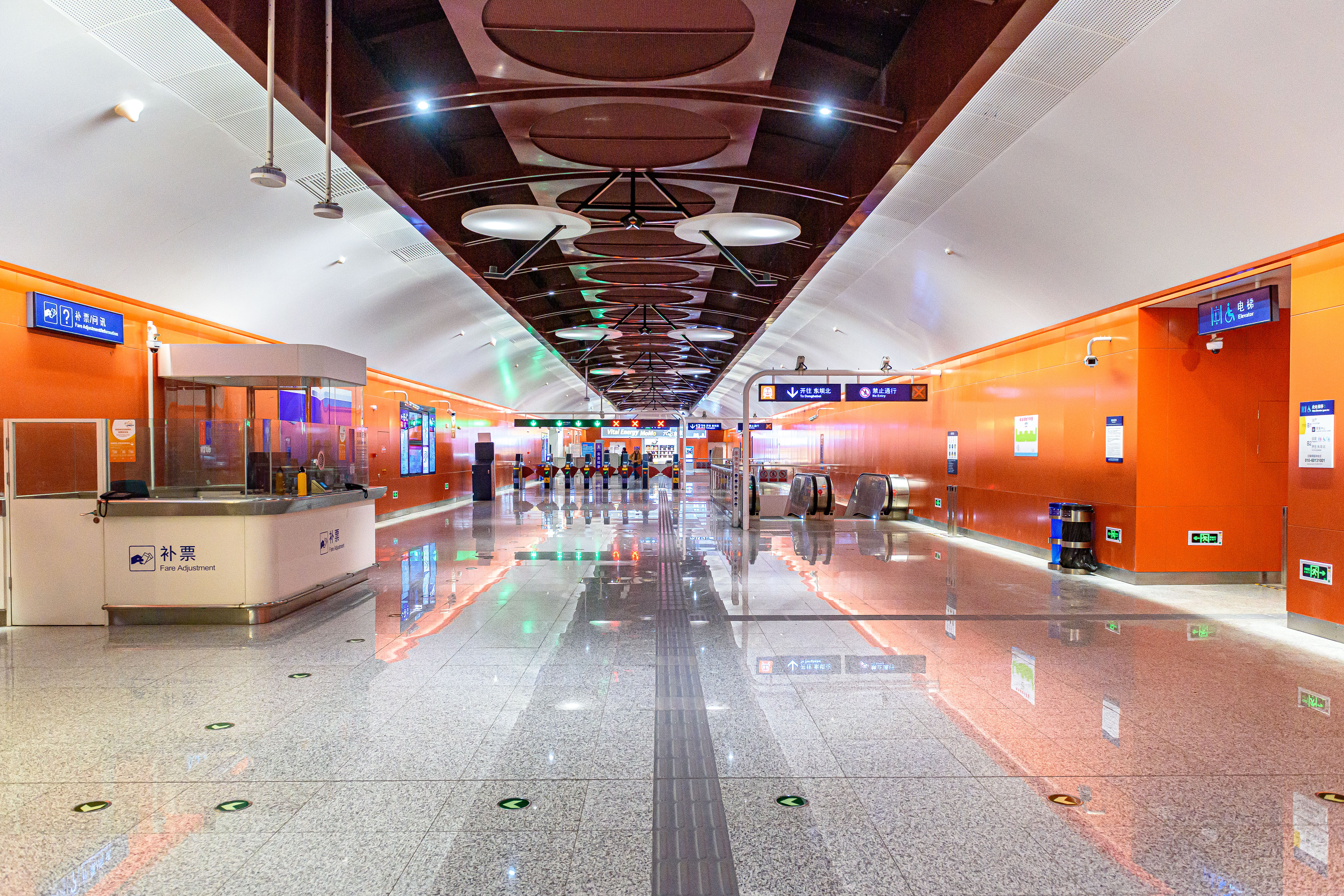
南站厅
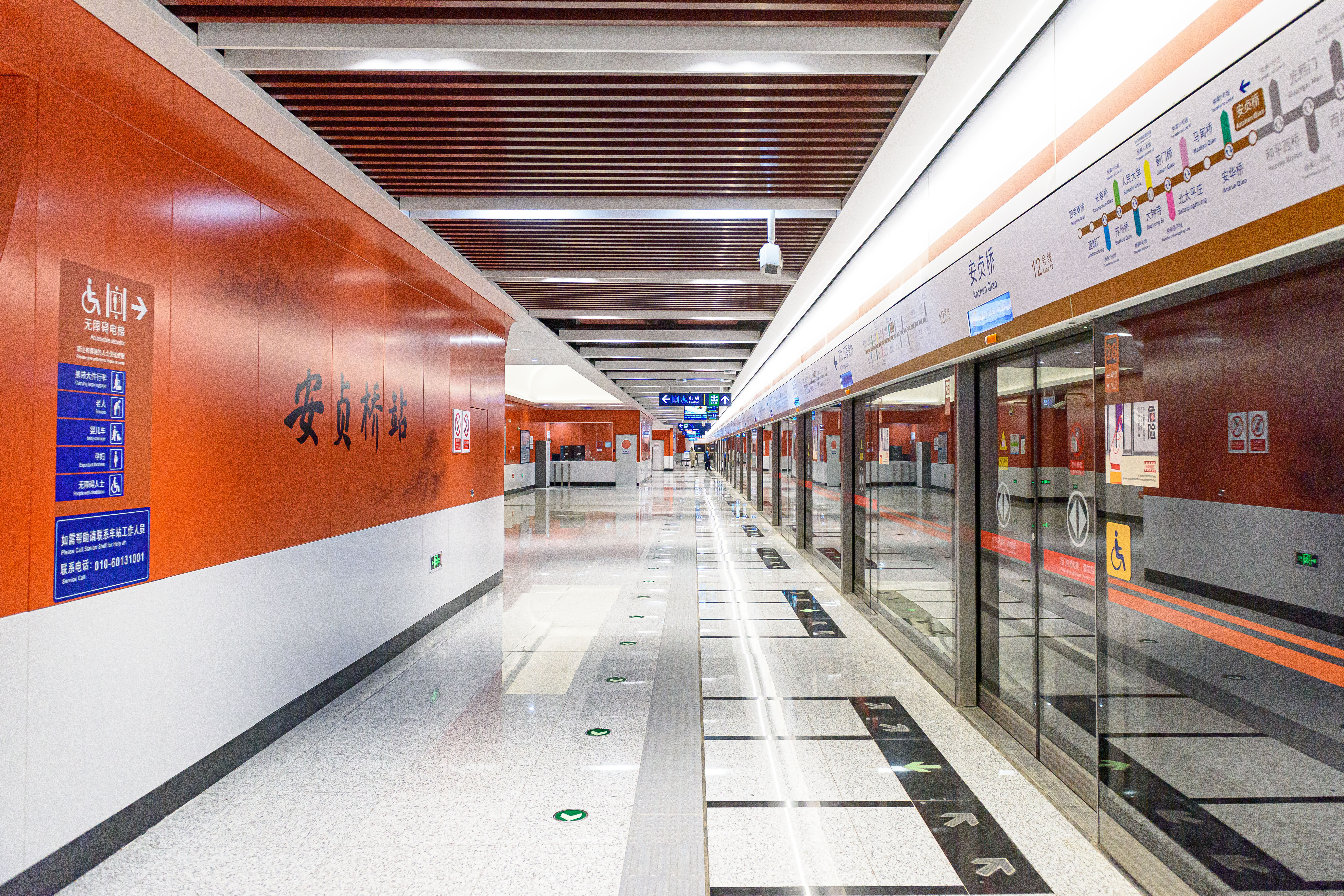
站台（四季青桥方向）

| G                   | 地面 | 出入口 |
| B1                  | 站厅 | 客服中心、自动售票机 |
| B2                  | 站台 | \| \| \| █ 12号线往四季青桥（安华桥） \| \| 分離式 · 開左邊车门 \| \| \| \| 暗挖式站台层通道 \| \| \| \| 分離式 · 開左邊车门 \| \| \| \| \| \| █ 12号线往东坝北（和平西桥） \| |
|                     |      | █ 12号线往四季青桥（安华桥） |
| 分離式 · 開左邊车门 |      | |
| 暗挖式站台层通道    |      | |
| 分離式 · 開左邊车门 |      | |
|                     |      | █ 12号线往东坝北（和平西桥） |

- 北站厅
- 南站厅
- 站台（四季青桥方向）

## 出入口
安贞桥站设有4个出入口（A、B、C、D），此外C出入口还设有一条直通金隅喜来登大酒店、环球贸易中心的通道，但目前尚未完工。
|                       |                      |                                                                |      |            |  |  |
| 编号                  | 指示                 | 建议前往的目的地                                               | 图片 | 无障碍设施 |  |  |
| 出口 · A · 升降机标志 | 北三环中路（北侧）   | 北京求实职业学校安贞里校区、中国冶金报社、安贞里小区、涌溪公园 |      |            |  |  |
| 出口 · B              | 安定路（东侧）       | 安定路小区、安贞苑、华世隆国际公寓、北京蓝宝商务大厦           |      | 不適用     |  |  |
| 出口 · C · 升降机标志 | 安定门外大街（东侧） | 北京安贞大厦、金隅喜来登大酒店、环球贸易中心                   |      |            |  |  |
| 出口 · C · 升降机标志 | （尚未开通）         | 金隅喜来登大酒店、环球贸易中心                                 |      |            |  |  |
| 出口 · D              | 北三环中路（南侧）   | 安华里一区、木偶剧院                                           |      | 不適用     |  |  |
| 註： 設有             |                      |                                                                |      |            |  |  |